# أوبونتو الإصدار المسيحي
أوبونتو الإصدار المسيحي (بالإنجليزية: Ubuntu Christian Edition)‏ (تختصر إلى: Ubuntu CE) هو نظام تشغيل حر ومفتوح المصدر يستهدف المسيحيين. وهو يستند إلى شعبية اوبونتو لينكس. أوبونتو هو نظام تشغيل معتمد على دبيان متاح بحرية مع والدعم الفني. هدف أوبونتو الإصدار المسيحي هو الحصول على توزيعة امنة وثابتة، الإصدار الحالي من اوبنتو المسيحي متاح لكلا من أنظمة 32 بت, 64 بت . لأجهزة الكمبيوتر الشخصية. أوبونتو الإصدار المسيحي يوفر كل تطبيقات سطح المكتب من تطبيقات معالجة الكلمات، وجداول البيانات إلى برامج الخادم, أدوات الإنترنت، والبرمجة.